# شهرک محمدبن‌جعفر
شهرک محمدبن‌جعفر، روستایی از توابع بخش مرکزی شهرستان دزفول در استان خوزستان ایران است.

## جمعیت
این روستا در دهستان قبله‌ای قرار دارد و براساس سرشماری مرکز آمار ایران در سال ۱۳۸۵، جمعیت آن ۴٬۱۴۸ نفر (۹۱۲خانوار) بوده‌است.